# Mahuna nebulosa
Mahuna nebulosa är en insektsart som beskrevs av Jacobi 1928. Mahuna nebulosa ingår i släktet Mahuna och familjen vedstritar. Inga underarter finns listade i Catalogue of Life.